# Премія Президента України для молодих вчених
Пре́мія Президе́нта Украї́ни для молоди́х вче́них — щорічна премія, заснована Указом Президента України №779/2000 від 12.06.2000 року (Із змінами, внесеними згідно з Указами Президента №104/2001 від 21.02.2001 №253/2003 від 24.03.2003). Призначається Президентом України за поданням Комітету з Державних премій України в галузі науки і техніки.
Особам, удостоєним премії, присвоюється звання лауреата премії Президента України для молодих вчених, в урочистій обстановці вручаються свідоцтво і почесний знак установленого зразка. Опис свідоцтва і почесного знака лауреата премії затверджено Розпорядженням Президента України від 10 грудня 2001 року № 347/2001-рп.

## Порядок присудження премії
Премію присуджують:
- за видатні наукові дослідження, які сприяють подальшому розвитку гуманітарних, природничих, технічних наук, позитивно впливають на суспільний прогрес і утверджують високий авторитет вітчизняної науки у світі.

Щороку присуджують сорок премій (з них — п'ятнадцять премій для молодих вчених Національної Академії Наук України) у розмірі 40 тисяч гривень кожна.
Висунення праць на здобуття премії провадиться президією Національної Академії Наук України, президіями галузевих академій наук, колегіями міністерств та інших центральних органів виконавчої влади.
У конкурсі праць на здобуття премії можуть брати участь наукові працівники, докторанти, аспіранти, стажисти-дослідники та інженерно-технічні працівники установ, організацій, підприємств Національної Академії Наук України, галузевих академій наук, державних наукових установ та вищих навчальних закладів III-IV рівнів акредитації як індивідуально, так і у складі колективу претендентів.
Колектив претендентів, праця якого висувається на здобуття премії, не може перевищувати чотирьох осіб. При цьому кожен із претендентів повинен бути безпосереднім учасником виконання роботи і кожному з претендентів повинен належати значний творчий внесок.
Відбір кандидатів до складу колективу претендентів, праця якого висувається на здобуття премії, провадиться за місцем їх роботи шляхом таємного голосування на засіданні вченої (науково-технічної) ради.
Не допускається включення до колективу претендентів осіб, які виконували лише адміністративні, консультаційні чи організаційні функції.
До складу колективу претендентів, праця якого висувається на здобуття премії, не включаються особи, удостоєні за цю працю державної нагороди, включені у поточному році до іншого колективу претендентів, праця якого висувається на здобуття цієї премії або Державної премії України.
Вік осіб, які претендують на здобуття премії, не може перевищувати 35 років на час висунення праці.
Премії повторно не присуджуються.

## Опис нагрудного знака лауреата премії Президента України для молодих вчених

Почесний знак лауреата щорічної премії Президента України для молодих вчених

Почесний знак лауреата щорічної премії Президента України для молодих вчених (далі — Почесний знак) є нагрудним знаком, який має овальну форму і виготовлений з томпаку. У центрі почесного знака вміщено медальйон синього кольору із зображенням на його тлі срібного погруддя богині Афіни Паллади. Медальйон обрамлено позолоченим лавровим вінком. У нижній частині Почесного знака розміщено стрічку синього кольору з написом золотими літерами «SCIENTIA VINCES» (укр. «Наукою переможеш»). Усі зображення рельєфні.
На зворотному боці Почесного знака по колу розміщено напис «Премія Президента України» і вигравіювано порядковий номер відзнаки.
Розмір Почесного знака: висота — 35 мм, ширина — 32 мм.
Почесний знак за допомогою фігурного вушка і кільця кріпиться до декоративної колодки, що являє собою фігурну металеву пластинку заввишки 22 мм і завширшки 25 мм, обтягнуту шовковою муаровою стрічкою синього кольору. На зворотному боці колодки є застібка для кріплення Почесного знака до одягу.
Почесний знак носиться з правого боку грудей і розміщується нижче державних нагород України.

## Опис свідоцтва лауреата щорічної премії Президента України для молодих вчених

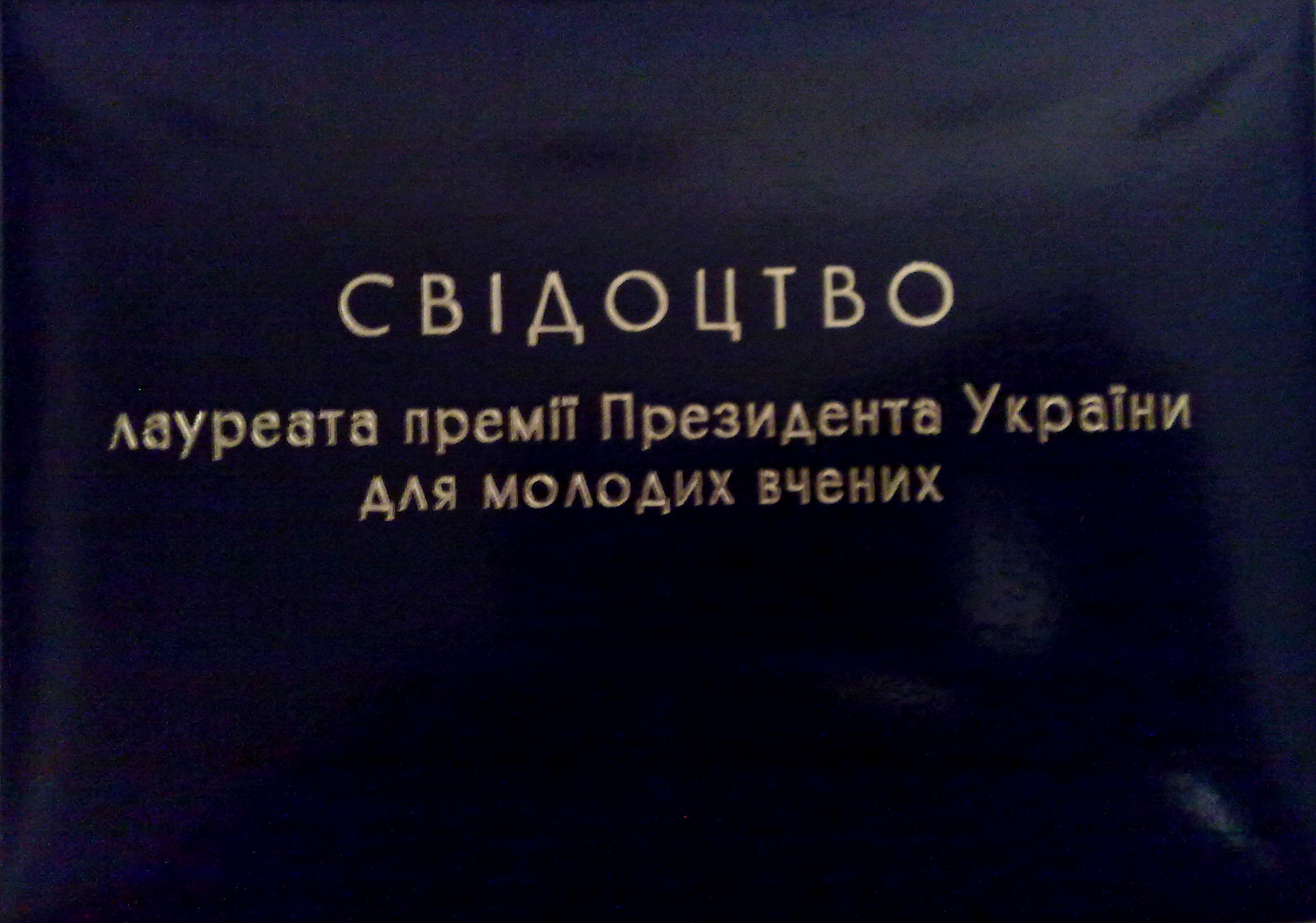
Обкладинка свідоцтва лауреата щорічної премії Президента України для молодих вчених

Свідоцтво лауреата щорічної премії Президента України для молодих вчених (далі — свідоцтво) складається з обкладинки і вкладного листа з текстом свідоцтва.
Обкладинка має форму прямокутника розміром 315×112 мм і виготовляється з твердого картону, обтягнутого з зовнішнього боку синьою шевровою шкірою. Всередині обкладинки, у місці її згину, закріплено синьо-жовту муарову стрічку для вкладного листа. На лицьовому боці обкладинки тиснений золотом напис: «Свідоцтво лауреата премії Президента України для молодих вчених».
Вкладний лист має форму прямокутника розміром 305×107 мм. На першій (лицьовій) сторінці вкладного листа — тиснене зображення малого Державного Герба України. На другій сторінці зверху синьою 
фарбою надруковано текст: «Свідоцтво лауреата премії Президента України для молодих вчених» у три рядки, під ним чорною фарбою — прізвище, ім'я та по батькові лауреата в родовому відмінку.
Знизу у два стовпчики чорною фарбою надруковано написи: ліворуч — «Голова Комітету з Державних премій України в галузі науки і техніки», праворуч — «Учений секретар Комітету з Державних 
премій України в галузі науки і техніки», нижче — місце для підписів відповідно Голови та ученого секретаря Комітету, номер свідоцтва, який проставляється друкарським способом.
На третій сторінці друкується витяг з Указу Президента України про присудження премії Президента України для молодих вчених. 